# گنت (کنتاکی)
گنت (به انگلیسی: Ghent) شهری در ایالت کنتاکی کشور ایالات متحده آمریکا است که جمعیت آن در سرشماری سال ۲۰۱۰ میلادی، ۳۲۳ نفر بوده‌است.